# Zand-i Vahman jasn
Zand-i Vahman jasn je středoperské zarathuštrické apokalyptické dílo, nejvýznamnější svého druhu. Text se zachoval ve středoperské verzi v písmu pahlaví, středoperské verzi zapsané pázandem s doplňující látkou a ve zkomoleném novoperském překladu z roku 1496. Obraz čtyř větví stromu symbolizující jednotlivé věky dějin je srovnáván se snem o soše ze čtyř částí ve snu krále Nebukadnesara II. v biblickém knize Daniel, neví se však, jestli je motiv původně íránský či židovský.
Originálním středoperským názvem díla je Zand-i Vahman jasn, což bylo Anquetil Du Perronem zkráceno a zkomoleno na Bahman Yasht a Edwardem Williamem Westem na Zand-i wahman yasht. Jméno Vahman-Bahman je středoperskou, respektive novoperskou, formou jména Vohu Manah. Text sám o sobě mohl být původně součástí Avesty, nemá však nic společného s předpokládným jaštem na Vohu Manaha, jehož zbytky jsou někdy shledávány v jaštu 1.24–32.

## Obsah
První kapitola díla líčí Ahura Mazdovo zjevení Zarathuštrovi a popisuje strom s čtyřmi větvemi: zlatou, stříbrnou, ocelovou a poslední s „příměsí železa“. Tyto větve jsou ztotožněny s dobou vlády Vištáspy, Artachšéra – snad Artaxerxe I., Husrava I. a poslední s dobou panování daévů, čímž je zjevně myšlena doba arabské nadvlády. Kapitola druhá hovoří opět o Husravovi I. a tom, jak zveřejnil texty Avesty, třetí opakuje ve větším detailu kapitolu první a popisuje tentokrát strom se sedmi kovovými větvemi.
Čtvrtá, pátá a šestá kapitola popisuje invaze různých národů do Íránu – Arabů, Byzantinců, Turků, Číňanů a dalších, jež způsobily úpadek náboženství, sociálního řádu, zákona, morálky i přírody. Sedmá, osmá a devátá kapitola popisují budoucí události – Vahrám a Pišjótan společně porazí cizí armády a obnoví Írán i jeho náboženství. Poté Pišjótan s pomocí Mihry porazí daévy a jejich vůdce Chéšmu. Po příchodu Ušédara pak bude osvobozen Aži Daháka, jež způsobí světu velkou újmu, než bude poražen Karšáspou. Poté již následuje jen příchod Sóšjanse.